# 嶋田啓一郎
嶋田 啓一郎（しまだ けいいちろう、1909年12月5日 - 2003年9月24日）は、日本の社会福祉学者。石川県出身。
岡村重夫、孝橋正一らとともに日本を代表する社会福祉学者と言われている。同志社大学教授。社会福祉の価値論（哲学）を軸に人権を重視した社会福祉力動論をとなえる。賀川豊彦の後継者として灘生活協同組合理事として理論と実践の両面から協同組合の運営にたずさわる。竹内愛二とともに日本キリスト教社会福祉学会の創設に尽力した。
主著（編集）に『社会福祉体系論』『社会福祉の思想と人間観』など多数。
キリスト者として社会福祉学の研究に尽力したことで1994年にキリスト教功労者を受賞。